# مانويل هيرز
مانويل هيرز (بالألمانية: Manuel Herz)‏ هو مهندس معماري ألماني، ولد في 1969 في دوسلدورف في ألمانيا.